# Narsarmijit
Narsarmijit eller Frederiksdal är en by i södra Grönland. Den grundades 1824 av tyska missionärer, och har idag (2020) 66 invånare. Så sent som 1991 hade byn över 190 invånare. Byn tillhör Kujalleq kommun. Byförman är Augo Simonsen.